# Ifj. Szlávics László – László Szlávics Jr.
L. Kovásznai Viktória: ifj. Szlávics László – László Szlávics Jr. képzőművészeti monográfia.
Ifjabb Szlávics László pályája kezdete óta kerüli a szokványos megoldásokat. Először csupán a formában és a technikában, majd a tartalomban és az anyagban is folyamatosan keresi az új kifejezési módokat. Ennek a sokoldalú, sokarcú művésznek eddigi életútját művein keresztül mutatja be L. Kovásznai Viktória kitűnő és kivitelében is rendkívül igényes könyve.

## Tartalma
Ifjabb Szlávics László szobrász- és éremművész munkásságát a korai pályakezdésétől a kötet kéziratának 2010-es lezárásáig született alkotásain keresztül mutatja be a szerző. A 168 oldalas könyvben párhuzamosan fut végig a magyar és angol nyelvű szöveg, melyet több mint 200 műtárgyat bemutató fotóanyag illusztrál.